# Laptophoes
Een laptophoes of ook wel laptopsleeve genaamd is een beschermingshoes voor laptops, notebooks of netbooks. Laptophoezen worden vaak gevoerd met neopreen aangezien dit materiaal zeer dempend werkt, of met een andere dempend materiaal. De markt voor laptophoezen is zeer groot, echter is er de laatste jaren een verschuiving aan het ontstaan naar zelf te 'customisen' hoezen.
De laptophoezenmarkt zal waarschijnlijk blijven groeien aangezien de markt voor laptops ook nog steeds groeiende is.
Laptophoezen kan je ook krijgen in veel kleuren, en je kan er zelfs afbeeldingen op krijgen.